# Strioterebrum
Strioterebrum é um gênero de gastrópodes pertencente a família Terebridae.

## Espécies trazidas para asinonímia
- Strioterebrum angelli J. Gibson-Smith & W. Gibson-Smith, 1984: sinônimo de Euterebra angelli (J. Gibson-Smith & W. Gibson-Smith, 1984)
- Strioterebrum arabellum (Thiele, 1925): sinônimo de Punctoterebra arabella (Thiele, 1925)
- Strioterebrum ballina (Hedley, 1915):[2] sinônimo de Punctoterebra ballina (Hedley, 1915)
- Strioterebrum caliginosum (Deshayes, 1859):[3] sinônimo de Punctoterebra caliginosa (Deshayes, 1859)
- Strioterebrum fuscotaeniatum (Thiele, 1925):[4] sinônimo de Punctoterebra fuscotaeniata (Thiele, 1925)
- Strioterebrum grayi (E.A. Smith, 1877):[5] sinônimo de Terebra grayi E. A. Smith, 1877
- Strioterebrum illustre Malcolm & Terryn, 2012: sinônimo de Punctoterebra illustris (Malcolm & Terryn, 2012)
- Strioterebrum isabella (Thiele, 1925):[6] sinônimo de Punctoterebra isabella (Thiele, 1925)
- Strioterebrum japonicum (E.A. Smith, 1873):[7] sinônimo de Punctoterebra japonica (E. A. Smith, 1873)
- Strioterebrum lividum (Reeve, 1860):[8] sinônimo de Punctoterebra livida (Reeve, 1860)
- Strioterebrum nitidum (Hinds, 1844):[9] sinônimo de Punctoterebra nitida (Hinds, 1844)
- Strioterebrum onslowensis Petuch, 1974: sinônimo de Terebra dislocata (Say, 1822)
- Strioterebrum paucincisum (Bratcher, 1988):[10] sinônimo de Punctoterebra paucincisa (Bratcher, 1988)
- Strioterebrum pedroanum:[11] sinônimo de Terebra pedroana Dall, 1908
- Strioterebrum plumbeum (Quoy & Gaimard, 1833):[12] sinônimo de Punctoterebra plumbea (Quoy & Gaimard, 1833)
- Strioterebrum quadrispiralis (Weisbord, 1962): sinônimo de Euterebra angelli (J. Gibson-Smith & W. Gibson-Smith, 1984)
- Strioterebrum reticulare Pecchiolo in Sacco, 1891: sinônimo de Terebra reticularis (Pecchioli in Sacco, 1891)
- Strioterebrum sanjuanense (Pilsbry & Lowe, 1932):[13] sinônimo de Neoterebra sanjuanensis (Pilsbry & H. N. Lowe, 1932)
- Strioterebrum sorrentense (Aubry, 1999):[14] sinônimo de Gradaterebra sorrentensis (Aubry, 1999)
- Strioterebrum swainsoni (Deshayes, 1859):[15] sinônimo de Punctoterebra swainsoni (Deshayes, 1859)
- Strioterebrum trispiralis (Weisbord, 1962): sinônimo de Euterebra angelli (J. Gibson-Smith & W. Gibson-Smith, 1984)
- Strioterebrum varia Bozzetti, 2008: sinônimo de Strioterebrum varium Bozzetti, 2008
- Strioterebrum weisbordi J. Gibson-Smith & W. Gibson-Smith, 1984: sinônimo de Terebra dislocata (Say, 1822)
- Strioterebrum wilkinsi Dance & Eames, 1966: sinônimo de Euterebra fuscobasis (E.A. Smith, 1877)
- Strioterebrum varia Bozzetti, 2008:[16] sinônimo de Partecosta varia (Bozzetti, 2008)
- Strioterebrum varium Bozzetti, 2008: sinônimo de Partecosta varia (Bozzetti, 2008)